# Echinocereus scopulorum
Echinocereus scopulorum är en kaktusväxtart som beskrevs av Nathaniel Lord Britton och Joseph Nelson Rose. Echinocereus scopulorum ingår i släktet Echinocereus och familjen kaktusväxter. Inga underarter finns listade i Catalogue of Life.